# Daerim (metropolitana di Seul)
Daerim (대림역 - 大森譯, Daerim-yeok ) è una stazione della metropolitana di Seul di interscambio fra la linea 2 e la linea 7 della metropolitana di Seul. La stazione si trova nel quartiere di Guro-gu, a Seul.

## Linee
Seoul Metro
● Linea 2 (Codice: 233)
● Linea 7 (Codice: 744)

## Struttura
La linea 2, con due marciapiedi laterali è realizzata su viadotto, mentre la 7, anch'essa con marciapiedi laterali, è sotterranea. Entrambe sono dotate di porte di banchina.
Linea 2
| Circ. interna | ● Linea 2 | per Sindorim, Hapjeong, Sinchon, Euljiro-ipgu e Wangsimni |
| Circ. esterna | ● Linea 2 | per Sadang, Gyodae, Gangnam, Seolleung e Jamsil           |

Linea 7
| Direzione Jangam            | ● Linea 7 | per Express Bus Terminal, Geondae-ipgu, Nowon, Dobongsan e Jangam |
| Direzione Bupyeong-gucheong | ● Linea 7 | per Gasan Digital Danji, Onsu e Bupyeong-gucheong                 |

## Stazioni adiacenti
| «                    | Servizio | »        |
| Linea 2              | Linea 2  | Linea 2  |
| -------------------- | -------- | -------- |
| Guro Digital Complex | -        | Sindorim |
| Linea 7              |          |          |
| Sinpung              | -        | Namguro  |